# Tetrastemma stanleyi
Tetrastemma stanleyi är en djurart som tillhör fylumet slemmaskar, och som beskrevs av Wheeler 1934. Tetrastemma stanleyi ingår i släktet Tetrastemma och familjen Tetrastemmatidae. Inga underarter finns listade i Catalogue of Life.